# Friedrich Chlubna
Friedrich Chlubna est un compositeur autrichien de problèmes d'échecs, né le 15 avril 1946 et décédé le 6 janvier 2005.
Il fut nommé Maître International de la FIDE pour la composition échiquéenne en 1979.